# Quantum of Solace
Quantum of Solace és la 22a aventura cinematogràfica de James Bond. Dirigida per Marc Forster, el seu títol va ser desvetllat el 24 de gener de 2008 en una conferència de premsa als Pinewood Studios. Reprèn el nom d'una de les novel·les que componen el recull de Ian Fleming Només per als teus ulls.
L'acció comença una hora després dels esdeveniments contats a Casino Royale. Daniel Craig encarna per segona vegada l'agent secret després de la seva primera interpretació a Casino Royale. Judi Dench (M), Giancarlo Giannini (René Mathis) i Jeffrey Wright (Felix Leiter) figuren igualment de nou al repartiment.
La pel·lícula es va estrenar l'octubre del 2008. La versió doblada al català es va estrenar el 30 de juliol de 2022 per TV3. El Servei Català de Doblatge la va doblar per a DVD i Blu-ray catorze anys abans, però no es va arribar a editar. L'estrena en català de la pel·lícula va liderar la seva franja televisiva amb 186.000 espectadors i un 13% de quota de pantalla.

## Argument
L'acció de la pel·lícula comença una hora després dels esdeveniments de Casino Royale; Bond, al volant del seu Aston Martin, és perseguit per les carreteres del llac de Garda. Aconsegueix desfer-se'n i lliurar el seu presoner, M. White, a l'MI6 a Siena. Comença llavors l'interrogatori del presoner, en presència de M.
M. White declara poques coses: és membre d'una organització de la qual l'MI6 no coneix l'existència i de la qual els membres són arreu. És en aquest moment que Mitchell, guàrdia del cos de M, es descobreix com un traïdor. Intenta matar M tot intentant alliberar White. Mitchell fuig però és perseguit a través de Siena per Bond que l'acaba matant.
M, conscient que l'MI6 ha estat infiltrat, intenta llavors seguir la pista cap a la misteriosa organització Quantum a partir de bitllets de banc marcats en possessió de Mitchell. Aquests porten Bond a Haití, on es troba amb Dominic Greene, misteriós dirigent de la societat Greene Planet, que es presenta com filantrop i ecologista.

## Productora

### Desenvolupament
El juliol de 2006, quan Casino Royale (2006) entra en postproducció, EON Productions anuncia que Bo of ppplpp lol I'llnd 22 es basa en una idea original del productor Michael G.8 Wilson. Un primer esborrany és escrit a propòsit de Vesper Lynd i el seu amic originari d'Algèria. Està decidit que la pel·lícula serà una continuació directa de Casino Royale després de la mort de Vesper. Així com el terrorisme és el tema de Casino Royale, la continuació tracta sobre els problemes de medi ambient. L'estrena de la pel·lícula és confirmada pel 2 de maig de 2008 amb Craig en el paper principal. El realitzador Roger Mitchell, que ja ha treballat amb ell a Deliri d'amor i The Mother, havia estat triat per realitzar aquesta nova obra però va refusar l'oferta. «Estava particularment inquiet de tenir la data de començament de rodatge però sense el guió. I vull estar ben preparat per dirigir-la » va dir. El vicepresident de Sony Pictures Entertainment, Jeff Blake, admet que 18 mesos per a una producció com la d'un James Bond és massa curt i la sortida és retardada a finals del 2008. El juny del 2007 Marc Forster és designat director de Bond 22. És sorprès per haver estat triat per a aquesta feina, reconeixent no haver estat mai admirador de Bond sent nen i que hauria refusat abans de Casino Royale. Pensa que el costat humà de Bond ha estat destacat en aquesta pel·lícula: «La gent viatja molt més ara i amb internet són molt més conscients del món que els envolta. En un cert sentit, el lloc més interessant que James Bond pugui visitar és ell mateix, anar al més pregon d'ell».
Nascut a Alemanya i criat a Suïssa, Forster és el primer realitzador d'un James Bond que no prové de la Commonwealth, fins i tot si hom s'hi que la mare de Bond és suïssa, el que fa d'ell d'alguna manera una persona apta per agafar les regnes el destí de la icona.
El realitzador ha col·laborat amb Barbara Broccoli i Michael G. Wilson, però han d'espavilar-se per treballar les dues idees principals que volia veure a la pantalla. «Financerament, hi ha límits, fins i tot per una pel·lícula com James Bond però altrament, sempre he estat capaç de concretar la meva visió.» volia rodar en els Alps suïssos però aquest lloc ha desaparegut del guió final. Forster ha fet repetir els actors, ja que li agrada rodar les escenes en continu.
Els guionistes Neal Purvis i Robert Wade van acabar el guió l'abril del 2007. Wade declara que la pel·lícula continuarà seguint la trajectòria de Casino Royale: «No pot ser només fort, en acer temperat i totalment imprevisible. Hi ha coses que encara ha de resoldre». Els mesos següents Paul Haggis, que havia finalitzat el guió de Casino Royale, va començar un treball similar.
Paul Haggis va refusar el lloc de realitzador perquè només «si s'introdueix en aquesta via a més a més d'escriure, és un sacrifici de tres anys que l'espera.» Haggis, Forster i Wilson han reescrit la història des del començament. Haggis ha acabat el seu treball només dues hores abans de la vaga dels guionistes. Durant el rodatge, després del final de la vaga, Forster va contractar Joshua Zetumer que havia escrit un guió que li havia agradat per reescriure escenes finals. Zetumer va reescriure igualment els diàlegs segons les idees quotidianes dels actors.
Michael G. Wilson va escollir el títol Quantum of Solace només «alguns dies» abans de l'anunci oficial del 24 de gener 2008. És el títol d'una novel·la del recull d'Ian Fleming Només per als teus ulls. Daniel Craig reconeix que en principi «estava dubitatiu. Bond és a la recerca d'aquest quantum de reconfort i és el que vol, vol acabar. Ian Fleming diu que si no té un quàntum de reconfort en la seva relació aleshores aquesta relació no té futur.
És aquesta espurna de bondat en una relació sense la qual ho podria abandonar tot. Bond no el té perquè la seva amiga ha estat morta i, per tant, Bond vol venjar-se per tal de reconciliar-se amb el món.» Llavors, Quantum ha esdevingut el nom de l'organització subversiva a Casino Royale.

## Al voltant de la pel·lícula

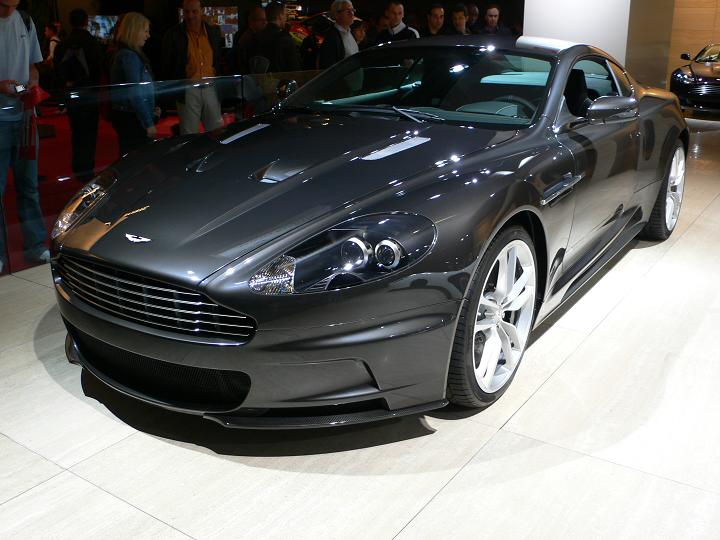
James Bond condueix novament un Aston Martin DBS.

- És la 22a aventura de l'agent James Bond produïda per EON Productions, la societat que administra els drets de la franquícia Bond. Tres pel·lícules són considerades com «fora de sèrie»: Casino Royale estrenada el 1954, Casino Royale, del 1967 i Mai diguis mai més estrenada el 1983.
- Aquest pel·lícula és la segona d'una trilogia sobre la joventut de James Bond. És la continuació de Casino Royale de 2006. D'altra banda, la primera escena de la pel·lícula se situa algunes hores després de l'escena final de Casino Royale. És la primera vegada que els guionistes de James Bond decideixen realitzar una en resposta a una pel·lícula (aquesta possibilitat de continuació ja havia estat considerada per a 007 al servei secret de Sa Majestat però com l'actor que encarna James Bond en aquesta pel·lícula, George Lazenby, havia decidit no renovar el seu contracte per a un nou James Bond, la hipòtesi havia estat apartada)
- L'Aston Martin DBS, destruït a Casino Royale, torna en aquesta pel·lícula, però aquesta vegada sense cap artefacte.
- El sastre de Bond ja no és Brioni, que havia subministrat el vestuari de Goldeneye a Casino Royale, sinó Tom Ford.[13] Daniel Craig diu d'altra banda només «una de les coses importants per a mi és que porta vestits increïbles, però en destrueixo de 30 a 40 durant el rodatge. És verdaderament un crim — ploro cada vegada! De vegades porto un vestit a casa meva».
- La pel·lícula ha estat rodada als Pinewood Studios a Anglaterra, Panamà, Àustria i Itàlia on les primeres preses de vistes van ser realitzades l'agost de 2007 a Siena en el palio (carrera de cavalls). Algunes escenes van ser rodades a la residència del Paranal, al recinte de l'Observatori del Cerro Paranal (Xile), on es troben els telescopis gegants que conformen el VLT.[14]
- Un comunicat del 30 de juliol de 2008 dels productors Michael G. Wilson i Barbara Broccoli va oficialitzar Alicia Keys i Jack White com els interpretes de la Banda original de la pel·lícula. Titulada Another Way to Die (Una altra manera de morir ), és igualment el primer duo per a un tema de James Bond.[15]
- Els personatges recurrents Q i Miss Moneypenny, absents a la pel·lícula precedent Casino Royale, no són tampoc al repartiment de Quantum of Solace.
- Per primera vegada, el Gun barrel no es troba al començament de la pel·lícula, sinó al final.
- Una referència a Goldfinger, estrenada 44 anys abans, figura a la pel·lícula. Agent Fields, interpretada per Gemma Arterton, és trobada morta en la mateixa posició que Jill Masterson, interpretada per Shirley Eaton, a la tercera pel·lícula de la saga. L'única diferència és que Fields és recoberta de petroli mentre que Masterson era recoberta d'or.
- El productor Michael G. Wilson fa un cameo durant l'escena de l'hotel Dessalines a Port-au-Prince. Quan James Bond passa a la recepció per recuperar el maletí de l'home que acaba de matar, Michael G. Wilson és assegut a l'entrada i llegeix un diari.
- Mathieu Amalric s'ha inspirat en Tony Blair i en Nicolas Sarkozy per interpretar el seu paper de dolent.[16]

## Repartiment
- Daniel Craig: James Bond
- Olga Kurylenko: Camille Montes
- Mathieu Amalric: Dominic Greene
- Gemma Arterton: Strawberry Fields
- Anatole Taubman: Elvis
- Joaquin Cosio: El General Medrano
- Jesus Ochoa: El tinent Orso
- Giancarlo Giannini: René Mathis
- Judi Dench: M
- Jesper Christensen: M. White
- Jeffrey Wright: Felix Leiter
- Rory Kinnear: Bill Tanner
- Neil Jackson: M. Slate

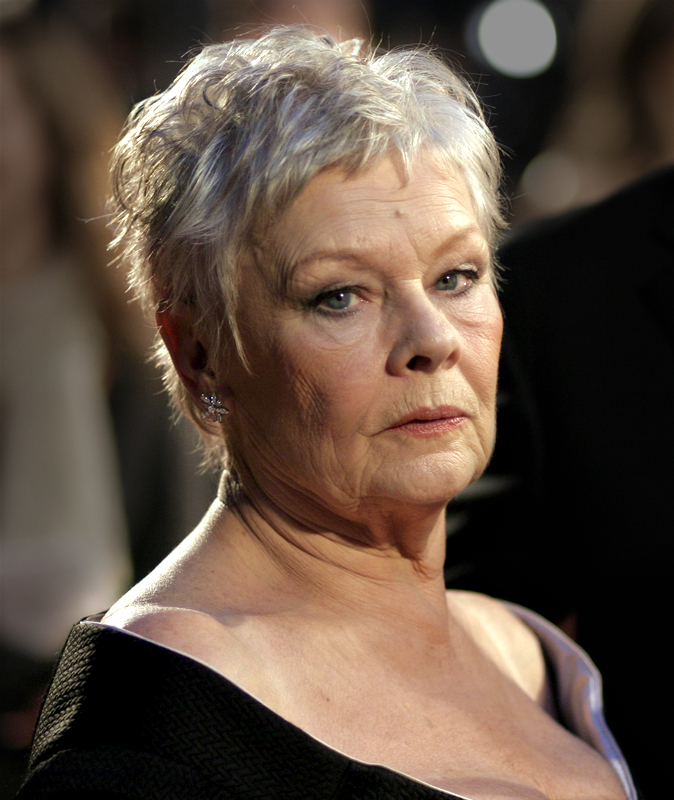
Judi Dench fa el paper d' M

- Fernando Guillén Cuervo: El cap de la policia boliviana
- David Harbour: Gregg Beam
- Tim Pigott-Smith: Ministre d'Afers estrangers
- Simon Kassianides: Yusuf
- Stana Katic: Corinne Veneau
- Rossana Uribe: La dona del president bolivià
- Oona Chaplin: La recepcionista de l'hotel